# Breznica Đakovačka
Breznica Đakovačka je naselje u općini Levanjska Varoš u Osječko-baranjskoj županiji. 

## Zemljopis
Breznica Đakovačka se nalazi sjeverno od ceste Đakovo - Pleternica. Susjedna naselja su Levanjska Varoš na jugu te Milinac i Paučje na sjeveru.

## Stanovništvo
| broj stanovnika | 125   | 154   | 113   | 135   | 166   | 292   | 312   | 347   | 325   | 326   | 294   | 252   | 212   | 197   | 243   | 345   | 175   |
|                 | 1857. | 1869. | 1880. | 1890. | 1900. | 1910. | 1921. | 1931. | 1948. | 1953. | 1961. | 1971. | 1981. | 1991. | 2001. | 2011. | 2021. |

## Znamenitosti
- crkva svetog Roka